# تيار بناء الدولة السورية
تيار بناء الدولة السورية هو تيار سياسي اتفق على تشكيله مجموعة من السوريين لا يشتركون بالضرورة بخلفية نظرية أو أيديولوجية واحدة، وإنما يتفقون على الوثائق التأسيسية التي صدرت مع إطلاق التيار والتي تلخص موقفهم من الصراع السياسي الدائر في البلاد وتوضح رؤية التيار المستقبلية لسوريا كدولة ديمقراطية مدنية محايدة تجاه أي أيديولوجيا أو عقيدة، وتقوم على مبدأ المواطنة والمساواة بين المواطنين السوريين جميعا بغض النظر عن جنسهم أو عرقهم أو دينهم أو طائفتهم أو ثقافتهم، أي دولة مبنية على أساس عقد اجتماعي جديد يصوغه جميع السوريون بإرادتهم الحرة ولتكون دولة تتفادى بقوانينها إعادة إنتاج نظام استبدادي كالذي يحكم سوريا الآن، فالتيار يرى النظام الإستبدادي الحالي بحكم المنتهي تاريخيا ويرفض فكرة إصلاحه والتي يعتبرها محاولة لتكريسه وتقويته. ومن هنا تنبع رؤيته بضرورة اتخاذ جميع الخطوات السياسية لتفكيك هذا النظام بهدف إزالته لبناء دولة ديمقراطية مدنية على أنقاضه.
وبالتالي فإن التيار ليس مجرد ائتلاف مرهون بحال الصراع السياسي الدائر الآن على إزالة النظام الاستبدادي والانتقال إلى الدولة الديمقراطية المنشودة، بل يعمل على بناء سوريا المستقبل التي يكون فيها الجميع منتصريين من دون وجود خاسريين. أي أن مهام التيار لا تنتهي بسقوط النظام الحالي. كما أنه ليس تعبيرا عن فئة من السوريين دون أخرى، لتقديره أن سوريا المستقبل هي لجميع السوريين من دون استثناء.
يعمل التيار من داخل سورية وبمساندة من بضعة أعضاء خارجها على التعامل مع الساحة السياسية السورية بما يخدم رؤيته المستقبلية ويستند في ذلك إلى بنية تنظيمية واضحة ونشاطات سياسية متعددة، ويقوم بتقديم مبادرات للتعامل مع الوضع الراهن مثل رؤيته للحل الوطني، إضافة إلى العمل على خلق فضاء سياسي يمكن للشباب ممن فتحوا بأجسادهم وأرواحهم باب الحياة العامة أن يجدوا فيه مكانا واسعا لنشاطهم وحواراتهم عبر منتدياته السياسية وورشات العمل التي يعقدها. هذا فضلا عن النشاط في إطار العمل المدني وخاصة من ناحية توفير الظروف والشروط المناسبة لإعداد وتأهيل الكوادر على جميع الأصعدة ليكونوا قادة الدولة المنشودة على جميع مستوياتها، كما يوفر التيار فضاء لتقديم ونشر الدراسات والأبحاث المتعلقة بالوضع السوري الراهن والمستقبلي.

## الأهداف السياسية
1. ترسيخ الديمقراطية والحكم الرشيد.
2. ضمان العدالة الاجتماعية والمساواة.
3. إجراء إصلاحات اقتصادية ليبرالية جديدة.
4. التأسيس لعملية سياسية شاملة.
5. ضمان حرية التعبير وتنظيم المجتمع المدني.

## قضايا السياسة الخارجية
1. يلتزم التيار عدم التدخّل في شؤون الدول الأخرى.
2. يدعم محادثات السلام مع إسرائيل، ويسعى إلى استعادة هضبة الجولان التي تحتلّها هذه الأخيرة.
3. يسعى إلى عقد معاهدة لترسيم الحدود السورية مع لبنان.

## وصلات خارجية
- صفحة الفيسبوك الرسمية
- موقع التيار